# Partit Nacional Socialista dels Treballadors Búlgars
El Partit Nacional Socialista dels Treballadors Búlgars (en búlgar: Национал-Социалистическа Българска Работническа Партия) va ser un partit nazi amb seu al Regne de Bulgària.
Va ser un dels nombrosos grups antisemites que van sorgir a Bulgària després de l'ascens d'Adolf Hitler a Alemanya, amb altres grups notables com la Unió Nacional de Legions Búlgares i els Ratniks. El partit va ser fundat pel doctor Hristo Kunchev el 1932, que havia estudiat medicina a Berlín. El partit pretenia copiar el Partit Nazi adoptant el Programa Nacional Socialista, l'esvàstica i altres símbols del partit alemany. A diferència d'alguns dels seus competidors a l'extrema dreta, com la Unió Nacional de Legions Búlgares i els Ratniks, no era un grup gaire influent i tenia un nombre de membres relativament reduït amb només un centenar de persones actives al nucli. El partit va publicar un diari anomenat Ataka («Atac», nom semblant a Der Angriff de Joseph Goebbels). A les eleccions municipals de setembre de 1932, de 68.000 ciutadans amb dret a vot, el van exercir 47.823, i els nacionalsocialistes búlgars van obtenir només 147 vots (0,31%) i van ocupar el 18è lloc entre els participants. Fins al 1933, es va dividir i va desaparèixer després de la prohibició de tots els partits polítics després del cop d'estat del 9 de maig de 1934.